# Miguel de Palacios
Miguel de Palacios Brugueras (Manila, 18 de enero de 1858-Gijón, 4 de octubre de 1920) fue un dramaturgo español, activo a finales del siglo XIX y las dos primeras décadas del XX.

## Biografía

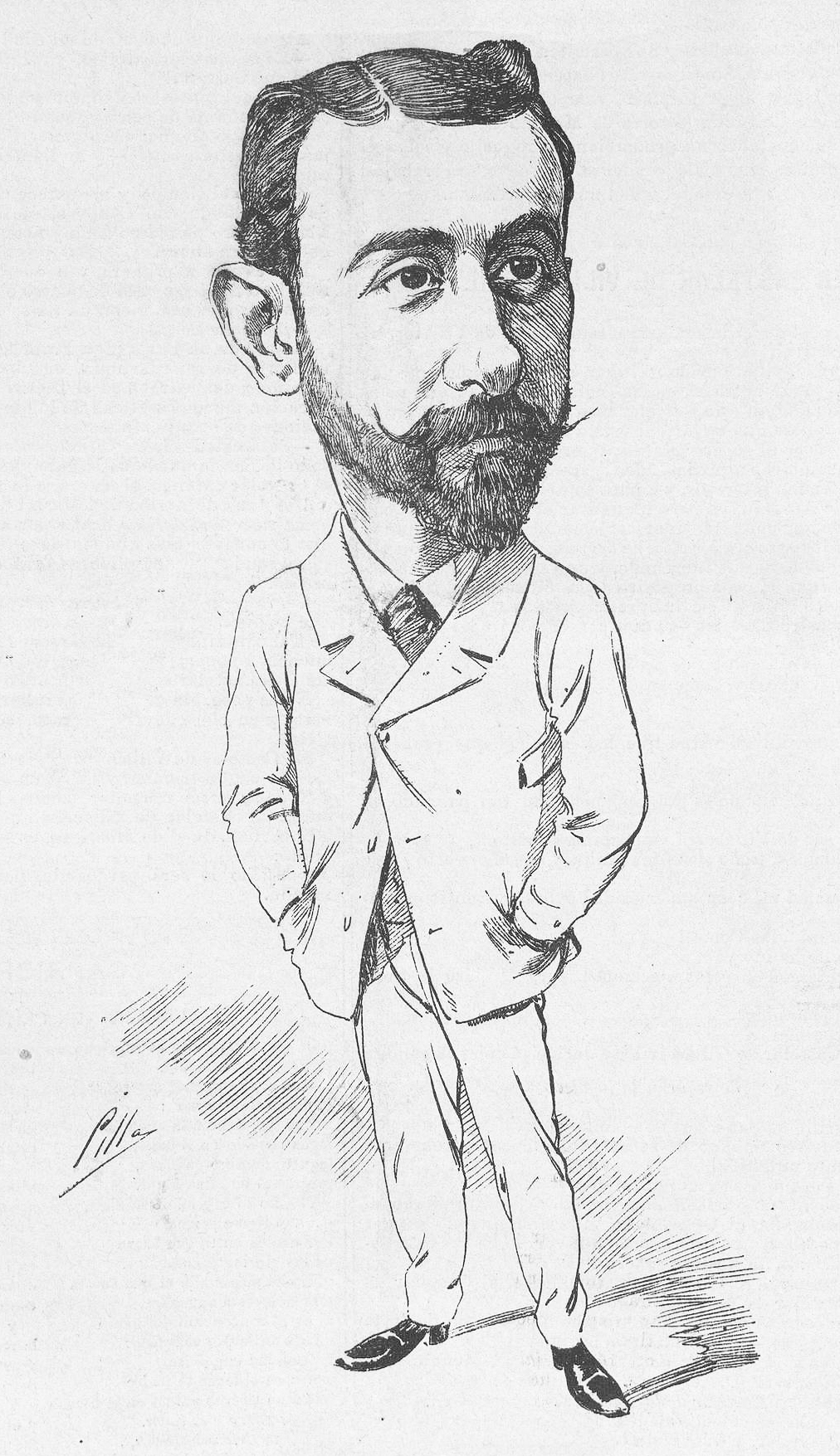
Retratado por Cilla en Madrid Cómico (1891)

Las fuentes difieren respecto a su nacimiento. Alguna le hace nacido en 1858 en Manila y otra en 1863 en Gijón.
Casi todas las obras de Miguel de Palacios aparecen firmadas junto a Guillermo Perrín. Ambos estrenaron más de ciento treinta obras, sobre todo del género chico. La más famosa fue La corte de faraón, estrenada en el teatro Eslava de Madrid el 21 de enero de 1910, con música de Vicente Lleó. Pero también fueron los autores de obras de más envergadura como Bohemios, La Generala o Enseñanza libre. Los dos libretistas colaboraron con los compositores más prolíficos de la época: Amadeo Vives, Rafael Calleja, Pablo Luna o Ruperto Chapí.
Miguel Palacios murió en el Sanatorio de Nuestra Señora de Covadonga, en la ciudad de Gijón, donde había pasado el verano, el 4 de octubre de 1920. Estaba casado con Celestina Frías y tuvieron dos hijas, Josefina y Emilia.